# Новак, Стив
Стивен Майкл Новак (англ. Steven Michael Novak; род. 13 июня 1983 года, Либертивилл, штат Иллинойс, США) — американский профессиональный баскетболист, выступавший в Национальной баскетбольной ассоциации. Играл на позициях лёгкого и тяжёлого форварда, отличался хорошим броском из-за трёхочковой линии. Выпускник Университета Маркетта. Был выбран на драфте НБА 2006 года во втором раунде под общим 32-м номером клубом «Хьюстон Рокетс».

## Ранние годы
Стив Новак родился в городе Либертивилл, штат Иллинойс, в семье Майкла и Джинн Новак. Он вырос в городе Браун-Дир в штате Висконсин, играл за баскетбольную команду местной старшей школы, которую тренировал его отец. Его брат Крис также играл в баскетбол в старшей школы, сестра Андреа играла за баскетбольную команду Мичиганского технологического университета. Во время учёбы в старшей школе Новак три раза признавался лучшим игроком конференции Паркленд, дважды был удостоен включения в символическую сборную штата Висконсин, в выпускном классе он в среднем за игру набирал 20,6 очков, делал 10,4 подбора и 5 передач.

## Университет
Новак четыре года проучился в Университете Маркетта, всё это время выступал за университетскую баскетбольную команду. В течение одного сезона его партнёром по команде был будущий игрок «Майами Хит» Дуэйн Уэйд, вместе они вывели команду в финал четырёх студенческого чемпионата. На четвёртом курсе Новак имел лучшие показатели результативности в команде, набирая в среднем за игру 17,5 очков. Он занимал третье место в национальном рейтинге по количество удачных трёхочковых бросков в среднем за игру (3,9) и шестое по проценту реализации трёхочковых бросков (46,7 %). По итогам своего последнего сезона в студенческом баскетболе Новак был включён в первую сборную конференции Big East. Он окончил университет с лучшими в истории Маркетта показателями по количеству заброшенных трёхочковых (354) и проценту реализации трёхочковых бросков (46,1 %).

## Профессиональная карьера
На драфте НБА 2006 года Новак был выбран во втором раунде под общим 32-м номером командой «Хьюстон Рокетс». В течение сезона 2007-08 он был отправлен на стажировку в клуб Лиги развития НБА «Рио-Гранде Вэлли Вайперс». За «Рокетс» Новак провёл два сезона, так и не закрепившись в составе команды, и в августе 2008 года был отправлен в «Лос-Анджелес Клипперс». После двух сезонов, проведённых в составе «Клипперс», Новак стал свободным агентом и в сентябре 2010 года подписал контракт с «Даллас Маверикс», но был отчислен из команды после 7 игр.
В сезоне 2010-11 Новак выступал за клуб Лиги развития НБА «Рино Бигхорнс», за который провёл две игры и набирал в среднем 18,5 очков. 8 февраля 2011 года команда НБА «Сан-Антонио Спёрс» подписала с ним десятидневный контракт, затем контракт был продлён ещё на десять дней, а 4 марта — до конца сезона. В 23 играх, проведённых в составе «Спёрс», Новак набирал в среднем 4 очка и делал 1 подбор. 15 декабря 2011 года он подписал новый контракт с «Сан-Антонио», но уже 17 декабря отчислен из команды. 21 декабря Новак подписал минимальный контракт с «Нью-Йорк Никс» на один сезон.

## Статистика

### Статистика в НБА
| Сезон                                                                                    | Команда       | Регулярный сезон | Регулярный сезон | Регулярный сезон | Регулярный сезон | Регулярный сезон | Регулярный сезон | Регулярный сезон | Регулярный сезон | Регулярный сезон | Регулярный сезон | Регулярный сезон | Серия плей-офф | Серия плей-офф | Серия плей-офф | Серия плей-офф | Серия плей-офф | Серия плей-офф | Серия плей-офф | Серия плей-офф | Серия плей-офф | Серия плей-офф | Серия плей-офф |
| Сезон                                                                                    | Команда       | GP               | GS               | MPG              | FG%              | 3P%              | FT%              | RPG              | APG              | SPG              | BPG              | PPG              | GP             | GS             | MPG            | FG%            | 3P%            | FT%            | RPG            | APG            | SPG            | BPG            | PPG            |
| ---------------------------------------------------------------------------------------- | ------------- | ---------------- | ---------------- | ---------------- | ---------------- | ---------------- | ---------------- | ---------------- | ---------------- | ---------------- | ---------------- | ---------------- | -------------- | -------------- | -------------- | -------------- | -------------- | -------------- | -------------- | -------------- | -------------- | -------------- | -------------- |
| 2006/07                                                                                  | Хьюстон       | 35               | 1                | 5,4              | 36,0             | 33,3             | 100,0            | 0,7              | 0,2              | 0,1              | 0,0              | 1,5              | Не участвовал  | Не участвовал  | Не участвовал  | Не участвовал  | Не участвовал  | Не участвовал  | Не участвовал  | Не участвовал  | Не участвовал  | Не участвовал  | Не участвовал  |
| 2007/08                                                                                  | Хьюстон       | 35               | 0                | 7,5              | 48,0             | 47,9             | 75,0             | 1,0              | 0,2              | 0,1              | 0,1              | 3,9              | 3              | 0              | 7,0            | 75,0           | 66,7           | -              | 0,7            | 0,0            | 0,0            | 0,3            | 2,7            |
| 2008/09                                                                                  | Клипперс      | 71               | 3                | 16,4             | 44,4             | 41,6             | 91,3             | 1,8              | 0,6              | 0,3              | 0,1              | 6,9              | Не участвовал  | Не участвовал  | Не участвовал  | Не участвовал  | Не участвовал  | Не участвовал  | Не участвовал  | Не участвовал  | Не участвовал  | Не участвовал  | Не участвовал  |
| 2009/10                                                                                  | Клипперс      | 54               | 0                | 6,7              | 38,9             | 31,0             | 77,8             | 0,6              | 0,1              | 0,1              | 0,0              | 2,1              | Не участвовал  | Не участвовал  | Не участвовал  | Не участвовал  | Не участвовал  | Не участвовал  | Не участвовал  | Не участвовал  | Не участвовал  | Не участвовал  | Не участвовал  |
| 2010/11                                                                                  | Даллас        | 7                | 0                | 2,5              | 50,0             | 75,0             | -                | 0,7              | 0,0              | 0,0              | 0,0              | 1,6              | Не участвовал  | Не участвовал  | Не участвовал  | Не участвовал  | Не участвовал  | Не участвовал  | Не участвовал  | Не участвовал  | Не участвовал  | Не участвовал  | Не участвовал  |
| 2010/11                                                                                  | Сан-Антонио   | 23               | 0                | 8,6              | 52,5             | 54,8             | 100,0            | 1,0              | 0,1              | 0,0              | 0,2              | 4,0              | 1              | 0              | 5,7            | -              | -              | -              | 1,0            | 0,0            | 0,0            | 0,0            | 0,0            |
| 2011/12                                                                                  | Нью-Йорк      | 54               | 0                | 18,9             | 47,8             | 47,2             | 84,6             | 1,9              | 0,2              | 0,3              | 0,2              | 8,8              | 5              | 1              | 18,9           | 44,4           | 57,1           | -              | 3,0            | 0,0            | 0,0            | 0,2            | 2,4            |
| 2012/13                                                                                  | Нью-Йорк      | 81               | 1                | 20,3             | 41,4             | 42,5             | 90,9             | 1,9              | 0,4              | 0,3              | 0,1              | 6,6              | 9              | 0              | 5,6            | 53,8           | 44,4           | -              | 0,4            | 0,0            | 0,1            | 0,0            | 2,0            |
| 2013/14                                                                                  | Торонто       | 54               | 1                | 10,0             | 41,1             | 42,6             | 100,0            | 1,1              | 0,2              | 0,2              | 0,1              | 3,3              | 4              | 0              | 3,9            | 0,0            | 0,0            | -              | 1,3            | 0,3            | 0,0            | 0,0            | 0,0            |
| 2014/15                                                                                  | Юта           | 22               | 0                | 5,0              | 45,7             | 48,5             | 0,0              | 0,7              | 0,3              | 0,0              | 0,0              | 2,2              | Не участвовал  | Не участвовал  | Не участвовал  | Не участвовал  | Не участвовал  | Не участвовал  | Не участвовал  | Не участвовал  | Не участвовал  | Не участвовал  | Не участвовал  |
| 2014/15                                                                                  | Оклахома-Сити | 13               | 0                | 6,8              | 28,6             | 20,0             | -                | 0,5              | 0,4              | 0,0              | 0,1              | 1,2              | Не участвовал  | Не участвовал  | Не участвовал  | Не участвовал  | Не участвовал  | Не участвовал  | Не участвовал  | Не участвовал  | Не участвовал  | Не участвовал  | Не участвовал  |
| 2015/16                                                                                  | Оклахома-Сити | 7                | 0                | 3,5              | 50,0             | 55,6             | -                | 0,6              | 0,0              | 0,0              | 0,0              | 2,4              | Не участвовал  | Не участвовал  | Не участвовал  | Не участвовал  | Не участвовал  | Не участвовал  | Не участвовал  | Не участвовал  | Не участвовал  | Не участвовал  | Не участвовал  |
| 2015/16                                                                                  | Милуоки       | 3                | 0                | 6,6              | 33,3             | 33,3             | 100,0            | 0,3              | 0,0              | 0,0              | 0,0              | 2,3              | Не участвовал  | Не участвовал  | Не участвовал  | Не участвовал  | Не участвовал  | Не участвовал  | Не участвовал  | Не участвовал  | Не участвовал  | Не участвовал  | Не участвовал  |
| 2016/17                                                                                  | Милуоки       | 8                | 0                | 2,7              | 28,6             | 16,7             | -                | 0,4              | 0,0              | 0,0              | 0,0              | 0,6              | Не участвовал  | Не участвовал  | Не участвовал  | Не участвовал  | Не участвовал  | Не участвовал  | Не участвовал  | Не участвовал  | Не участвовал  | Не участвовал  | Не участвовал  |
|                                                                                          | Всего         | 467              | 6                | 12,1             | 43,7             | 43,0             | 87,7             | 1,3              | 0,3              | 0,2              | 0,1              | 4,7              | 22             | 1              | 8,5            | 48,3           | 45,5           | -              | 1,2            | 0,0            | 0,0            | 0,1            | 1,7            |
| Наведите курсор мыши на аббревиатуры в заголовке таблицы, чтобы прочесть их расшифровку. |               |                  |                  |                  |                  |                  |                  |                  |                  |                  |                  |                  |                |                |                |                |                |                |                |                |                |                |                |

### Статистика в Джи-Лиге
| Сезон                                                                                    | Команда                   | Регулярный сезон | Регулярный сезон | Регулярный сезон | Регулярный сезон | Регулярный сезон | Регулярный сезон | Регулярный сезон | Регулярный сезон | Регулярный сезон | Регулярный сезон | Регулярный сезон | Серия плей-офф | Серия плей-офф | Серия плей-офф | Серия плей-офф | Серия плей-офф | Серия плей-офф | Серия плей-офф | Серия плей-офф | Серия плей-офф | Серия плей-офф | Серия плей-офф |
| Сезон                                                                                    | Команда                   | GP               | GS               | MPG              | FG%              | 3P%              | FT%              | RPG              | APG              | SPG              | BPG              | PPG              | GP             | GS             | MPG            | FG%            | 3P%            | FT%            | RPG            | APG            | SPG            | BPG            | PPG            |
| ---------------------------------------------------------------------------------------- | ------------------------- | ---------------- | ---------------- | ---------------- | ---------------- | ---------------- | ---------------- | ---------------- | ---------------- | ---------------- | ---------------- | ---------------- | -------------- | -------------- | -------------- | -------------- | -------------- | -------------- | -------------- | -------------- | -------------- | -------------- | -------------- |
| 2007/08                                                                                  | Рио-Гранде Вэллей Вайперс | 9                | 9                | 39,1             | 46,1             | 50,0             | 90,5             | 7,2              | 1,6              | 0,2              | 0,4              | 18,2             | Не участвовал  | Не участвовал  | Не участвовал  | Не участвовал  | Не участвовал  | Не участвовал  | Не участвовал  | Не участвовал  | Не участвовал  | Не участвовал  | Не участвовал  |
| 2010/11                                                                                  | Рино Бигхорнс             | 2                | 0                | 29,4             | 68,4             | 64,3             | 40,0             | 6,5              | 1,0              | 0,0              | 0,0              | 18,5             | Не участвовал  | Не участвовал  | Не участвовал  | Не участвовал  | Не участвовал  | Не участвовал  | Не участвовал  | Не участвовал  | Не участвовал  | Не участвовал  | Не участвовал  |
|                                                                                          | Всего                     | 11               | 9                | 37,3             | 49,0             | 52,9             | 80,8             | 7,1              | 1,5              | 0,2              | 0,4              | 18,3             | Не участвовал  | Не участвовал  | Не участвовал  | Не участвовал  | Не участвовал  | Не участвовал  | Не участвовал  | Не участвовал  | Не участвовал  | Не участвовал  | Не участвовал  |
| Наведите курсор мыши на аббревиатуры в заголовке таблицы, чтобы прочесть их расшифровку. |                           |                  |                  |                  |                  |                  |                  |                  |                  |                  |                  |                  |                |                |                |                |                |                |                |                |                |                |                |

### Статистика в NCAA
| Сезон | Команда | Conf     | Class | GP  | GS | MPG  | FG%  | 3P%  | FT%  | RPG | APG | SPG | BPG | PPG  |
| --- | ------- | -------- | ----- | --- | -- | ---- | ---- | ---- | ---- | --- | --- | --- | --- | ---- |
| 2002/03 | Маркетт | CUSA     | FR    | 33  | 0  | 15,5 | 50,4 | 50,5 | 93,9 | 2,2 | 0,5 | 0,2 | 0,0 | 6,7  |
| 2003/04 | Маркетт | CUSA     | SO    | 31  | 29 | 29,5 | 40,7 | 43,0 | 91,2 | 4,6 | 1,3 | 0,7 | 0,1 | 12,5 |
| 2004/05 | Маркетт | CUSA     | JR    | 31  | 29 | 29,9 | 45,7 | 46,1 | 90,5 | 4,1 | 0,9 | 0,5 | 0,1 | 13,5 |
| 2005/06 | Маркетт | Big East | SR    | 31  | 31 | 33,8 | 47,7 | 46,7 | 97,4 | 5,9 | 1,3 | 0,6 | 0,1 | 17,5 |
| Всего | Всего   | Всего    | Всего | 126 | 89 | 27,0 | 45,6 | 46,1 | 93,1 | 4,2 | 1,0 | 0,5 | 0,1 | 12,4 |
| Наведите курсор мыши на аббревиатуры в заголовке таблицы, чтобы прочесть их расшифровку Статистика приведена с сайта sports-reference.com |         |          |       |     |    |      |      |      |      |     |     |     |     |      |